# Tryphon braccatus
Tryphon braccatus là một loài tò vò trong họ Ichneumonidae.